# Коваленко Андрій Володимирович (ватерполіст)
Андрій Коваленко (нар. 6 листопада 1970, Київ) — український радянський, український та австралійський гравець з водного поло, пізніше — тренер чоловічої команди з водного поло «UWA Torpedoes» і тренер U18 та U16 City Beach Bears. Він представляв Україну у складі Об'єднаної команди на літній олімпіаді в Барселоні 1992 року, де здобув бронзову медаль, та грав у складі української збірної в Атланті 1996 року. Згодом він змагався yf Олімпійських іграх у Сіднеї 2000 року, де представляв Австралію. У 2007 році він допоміг Австралії здобути бронзову медаль у Світовій лізі водного поло FINA.